# 니므롯

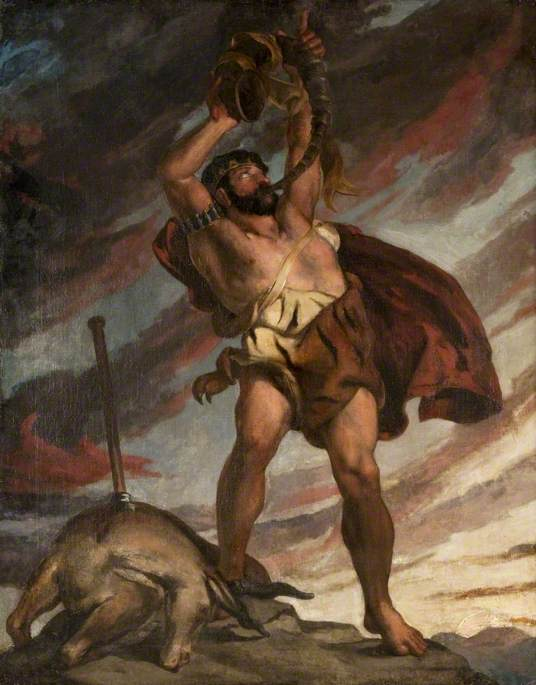
데이비드 스콧이 1832년에 그린 님로드

니므롯 혹은 님로드(Nimrod)는 히브리어 성경의 창세기와 역대기에 언급된 성경 속 인물이다. 구스의 아들이자 노아의 증손자인 님로드는 시날(하메소포타미아) 땅의 왕으로 묘사되었다. 성경은 그를 "하느님 앞에서 강력한 사냥꾼[이며]... 땅에서 강력해지기 시작했다"고 기록하고 있다. 성경 및 비성경적 전승은 님로드를 바벨탑 건설을 지시한 통치자로 여기며, 이러한 인식은 그가 하느님에 반항한 왕이라는 명성을 얻게 했다.
님로드에 대한 성경 외 역사 기록, 등록부, 왕 목록(성경 기록보다 오래된 것으로 간주되는 메소포타미아의 기록 포함)은 없다. 역사가들은 님로드를 실제 역사적으로 입증된 인물과 일치시키거나, 수메르 및 셈족 메소포타미아인과 현대 수단의 멀리 떨어진 후기 쿠시 왕국 사이에 역사적, 언어적, 유전적 연관성을 찾지 못했다. 2002년 한 학자는 성경의 님로드가 오직 메소포타미아 역사 인물 중 하나인 아카드 나람신, 즉 사르곤의 손자에게서 영감을 받았다고 보았다. 님로드에 대한 기록이 아시리아인, 아카드 제국, 바빌로니아 왕 또는 아시리아-바빌로니아 신 닌우르타 등 여러명에 영감을 받아 만들어졌다는 분석도 제기되었다.
최근(이슬람) 시대에 이르러 중동의 여러 유적지가 님로드의 이름을 따서 명명되었다.

## 성경 기록

피터르 브뤼헐 더 아우더의 바벨탑 (브뤼헐)은 전통적인 님로드가 석공들을 감독하는 모습을 묘사한다.

님로드가 성경에 처음 언급된 것은 노아의 세대이다. 그는 구스의 아들, 함의 손자, 노아의 증손자이며, "땅에서 강한 자"이자 "하느님 앞에서 강한 사냥꾼"으로 묘사된다. 이는 역대기상 1:10에 반복되며, 아시리아 또는 메소포타미아의 동의어로 사용되는 "님로드의 땅"은 미가서 5:6에 언급되어 있다.
칼로 아시리아 땅을 목양하겠고,

칼날로 님로드의 땅을 다스리리니.

그가 [우리를] 건져내리니

아시리아가 우리 땅을 침략하고,

우리나라를 짓밟을 때에 그러하리라.

창세기 10장 10절은 "그의 왕국의 기초"(히브리어: רֵאשִׁית מַמְלַכְתּוֹ rēšit̲ mamlak̲to)가 바빌론, 우루크, 아카드, 그리고 시날(메소포타미아)의 갈네였다고 말한다. 이는 그가 이 도시들을 건설했거나, 다스렸거나, 혹은 둘 다를 의미하는 것으로 다양하게 해석된다. 원문 히브리어 텍스트의 모호성 때문에 니네베, 레센, 르호봇이르, 님루드를 건설한 것이 그 자신인지 앗수르인지 불분명하며, 두 가지 해석 모두 여러 영어 번역본에 반영되어 있다. 월터 롤리는 그의 저서 세계사 (1614)에서 아시리아의 도시들을 님로드가 건설했는지 아니면 앗수르가 건설했는지에 대한 과거 학자들의 연구를 인용하는 데 여러 페이지를 할애했다.

## 전통과 전설
유대 전통과 기독교 전통에서 님로드는 시날 땅에 바벨탑을 지은 사람들의 지도자로 여겨지지만, 성경에는 명시되어 있지 않다. 님로드의 왕국은 시날의 바벨, 우루크, 아카드, 그리고 아마도 갈네를 포함했다(창세기 10:10). 플라비우스 요세푸스는 바벨과 그 탑의 건설이 그의 지시 아래 시작되었을 가능성이 높다고 믿었다. 요세푸스 외에도 이러한 견해는 탈무드(훌린 89a, 페사힘 94b, 에루빈 53a, 아보다 자라 53b)와 이후의 미드라시, 예를 들어 창세기 라바에서도 발견된다. 이들 초기 유대교 자료 중 일부는 창세기 후반에 '싯딤 전투에서 아브라함과 전쟁을 벌이는 왕 암라펠이 다름 아닌 님로드라고 주장하기도 한다.
요세푸스는 다음과 같이 썼다.
이제 그들을 그러한 모욕과 하느님에 대한 경멸로 자극한 것은 님로드였다. 그는 노아의 아들 함의 손자로서 대담한 사람이었고 손힘이 매우 강했다. 그는 그들이 하느님의 은혜로 행복한 것이 아니라 자신들의 용기로 행복을 얻었다고 믿도록 설득했다. 그는 또한 사람들을 하느님에 대한 두려움에서 돌아서게 하는 다른 방법이 없음을 보고 점차적으로 정부를 폭정으로 바꾸었다. 그는 또한 하느님이 다시 세상을 물에 잠기게 할 생각이 있다면 복수할 것이라고 말했다. 왜냐하면 그는 물이 닿지 않을 만큼 높은 탑을 지을 것이기 때문이다. 그리고 그는 조상들을 파멸시킨 하느님에게 복수할 것이라고 말했다.
이제 많은 사람들은 님로드의 결정을 따를 준비가 되어 있었고, 하느님께 복종하는 것을 비겁한 짓으로 여겼다. 그들은 탑을 지었는데, 어떤 수고도 아끼지 않고, 일에 조금도 게을리하지 않았다. 그리고 많은 사람들의 손으로 인해 예상보다 훨씬 빨리 매우 높아졌다. 그러나 탑의 두께가 매우 두껍고 튼튼하게 지어져서, 외견상으로는 실제보다 높이가 낮아 보였다. 탑은 구운 벽돌로 지어졌고, 물이 스며들지 않도록 아스팔트 모르타르로 접합되었다. 하느님은 그들이 그토록 미친 듯이 행동하는 것을 보셨을 때, 이전 죄인들의 파멸로도 더 현명해지지 않았기 때문에 그들을 완전히 파멸시키기로 결정하지 않으셨다. 그러나 그는 그들 사이에 다양한 언어를 만들고, 그 많은 언어들 때문에 서로 이해하지 못하게 하여 소동을 일으켰다. 그들이 탑을 지었던 곳은 이제 바벨이라고 불린다. 그들이 이전에는 쉽게 이해했던 언어의 혼란 때문이며, 히브리인들은 바벨이라는 단어로 혼란을 의미한다...

아카드는 기원전 2200-2154년(장기 연대기) 구티움의 멸망과 함께 파괴되어 사라졌기 때문에, 님로드를 언급하는 훨씬 후대의 이야기들은 청동기 시대 후반을 떠올리게 한다. 바빌로니아의 우루크와 관련이 있는 것도, 기원전 2000년경 이신, 라르사, 엘람 사이의 갈등으로 인해 중요성을 잃었던 도시였기 때문에 님로드 이야기의 초기 기원을 증명한다. 일부 현대 이론가들에 따르면, 성경 속 위치는 바빌론 기원을 시사하며, 아마도 바빌론 유수 중에 삽입되었을 것이다.
1세기의 필론과 요하난 벤 자카이와 같은 초기 유대교 해석자들은 "야훼 앞에서 강한 사냥꾼"(히브리어: גבר ציד לפני יהוה gibbor-ṣayiḏ lip̄nē Yahweh, 문자적으로는 "야훼의 면전에서")을 "야훼에게 반대하는" 것으로 해석했다. 유사한 해석은 위(僞)필론과 나중에 심마쿠스에서도 발견된다. 일부 랍비 주석가들은 님로드라는 이름을 히브리어로 '반역자'를 의미하는 단어와 연결하기도 했다. 약 70년경에 쓰여진 위(僞)필론에서는 님로드가 함족의 지도자로, 욕단이 셈족의 지도자로, 페넥이 야벳족의 지도자로 설정되어 있으며, 이들 모두 바벨탑 건설과 관련이 있다. 이 이야기의 여러 버전은 이후 위(僞) 메소디우스의 묵시록 (7세기)과 같은 작품에서 다시 다루어진다.
희년서는 "네브로드"(님로드의 그리스어 형태)의 이름을 에벨의 아내이자 벨렉의 어머니인 아주라드의 아버지로만 언급한다(8:7). 따라서 이 기록은 님로드를 아브라함의 조상, 즉 모든 히브리인의 조상으로 만든다.

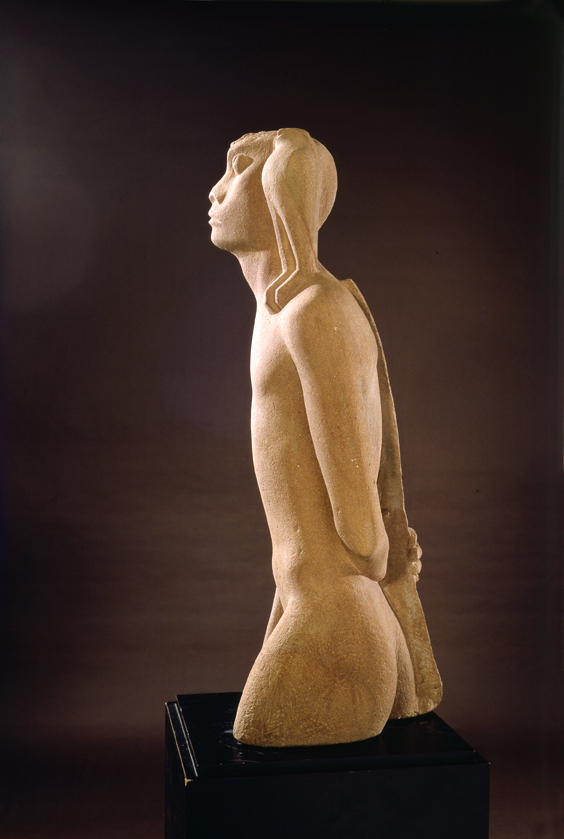
이츠하크 단치거의 님로드

바빌론 탈무드(기틴 56b)는 티투스의 죽음이 코로 들어간 곤충이 7년간 그의 뇌를 갉아먹은 데서 비롯된 것으로 보는데, 이는 성경 속 님로드 왕에 대한 또 다른 전설을 반복하는 것이다.
초기 아랍어 문헌인 키탑 알 마갈 또는 두루마리 책(클레멘스 교령집의 일부)은 님로드가 하이다니운, 엘라사르, 셀레우키아, 크테시폰, 루힌, 아뜨라파테네, 텔알란 등의 도시를 건설했으며, 르우가 163세 때 지구의 왕으로 통치하기 시작하여 69년간 통치했으며, 벨렉이 50세 때 니시비스, 라하(에데사), 하란을 건설했다고 기록하고 있다. 또한 님로드가 "하늘에서 검은 천 조각과 왕관을 보았다"고 덧붙인다. 그는 직공 사산을 불러 자신에게 그와 같은 왕관을 만들라고 명령했고, 그는 보석을 박아 착용했다. 그는 왕관을 쓴 최초의 왕이었다고 전해진다. "이 때문에 아무것도 모르는 사람들은 왕관이 하늘에서 그에게 내려왔다고 말했다." 나중에 이 책은 님로드가 어떻게 불 숭배와 우상 숭배를 확립했으며, 그 후 노아의 네 번째 아들 보니터로부터 3년간 점술에 대한 가르침을 받았는지 설명한다.
클레멘틴 중 한 버전인 『인식』(R 4.29)에서 님로드는 그리스 역사가 크테시아스가 니네베의 창시자로 처음 언급한 전설적인 아시리아 왕 니누스와 동일시된다. 그러나 다른 버전인 『호밀리스』(H 9:4–6)에서는 님로드가 자라투스트라와 동일인물로 설정된다.
시리아어 《보물의 동굴》(약 350년경)에는 키탑 알 마갈과 매우 유사한 님로드 이야기가 실려 있다. 다만 니시비스, 에데사, 하란은 르우가 50세 때 님로드에 의해 건설되었다고 하며, 그는 르우가 130세 때 초대 왕으로 통치하기 시작했다고 한다. 이 버전에서 직공은 시산이라고 불리며, 노아의 넷째 아들은 욘톤이라고 불린다.
약 390년경에 글을 쓴 히에로니무스는 『창세기 히브리어 질문』에서 님로드가 바벨에서 통치한 후 "아락[에렉], 즉 에디사에서도 통치했으며, 지금은 니시비스라고 불리는 아카드[아카드]에서도 통치했고, 나중에 셀레우쿠스 왕의 이름을 따서 셀레우키아라고 불렸다가 지금은 실제로 크테시폰이라고 불리는 칼란네[갈네]에서도 통치했다"고 설명한다. 그러나 창세기에서 님로드가 건설한 도시들을 이렇게 전통적으로 식별하는 것은 현대 학자들에 의해 더 이상 받아들여지지 않는데, 이들은 이 도시들이 수메르에 위치하며 시리아에 있지 않다고 보기 때문이다.
게즈어 《사탄과 아담과 하와의 갈등》(약 5세기) 또한 『보물의 동굴』과 유사한 버전을 포함하고 있지만, 왕관 제작자는 산탈이라고 불리며, 님로드를 가르친 노아의 넷째 아들의 이름은 바르빈이다.
그러나 시리아의 에프렘(306-373)은 님로드가 의롭고 바벨탑 건축자들에게 반대했다는 모순되는 견해를 제시한다. 마찬가지로, 위(僞)요나단 탈굼(날짜 불확실)은 님로드가 바벨탑 건축에 참여하기를 거부했기 때문에 메소포타미아 남부의 시날을 떠나 메소포타미아 북부의 아시리아로 도피했으며, 이로 인해 하느님이 그에게 바벨의 도시들을 대신하여 아시리아의 네 도시를 주셨다는 유대 전통을 언급한다.
피르케 데 라비 엘리에제르(약 833년)는 님로드가 아버지 구스로부터 아담과 하와의 옷을 물려받아 그 옷이 그를 무적자로 만들었다는 유대 전통을 이야기한다. 님로드의 무리는 야벳족을 물리치고 보편적 통치권을 얻었다. 나중에 아브라함의 손자인 에서가 님로드를 기습하여 목을 베고 약탈했다. 이 이야기들은 나중에 16세기 세페르 하야샤르를 포함한 다른 자료들에도 다시 등장하는데, 이 책은 님로드에게 더욱 사악한 마르돈이라는 아들이 있었다고 덧붙인다.
9세기 무슬림 역사가 무함마드 이븐 자비르 알타바리의 『예언자와 왕의 역사』에 따르면, 님로드가 바빌에 탑을 지었고, 하느님이 그것을 파괴했으며, 이전에는 시리아어였던 인류의 언어가 72개 언어로 혼란스러워졌다고 한다. 13세기의 또 다른 무슬림 역사가인 아부 알피다는 동일한 이야기를 전하면서, 아브라함의 조상인 족장 에벨은 탑 건설에 참여하지 않았기 때문에 원래 언어(이 경우 히브리어)를 유지할 수 있었다고 덧붙인다. 10세기의 무슬림 역사가 마수디는 탑을 지은 님로드가 셈의 아들 아람의 아들인 마쉬의 아들이며, 그가 나바테아인을 500년간 통치했다는 전설을 이야기한다. 나중에 마수디는 님로드를 바빌론의 첫 번째 왕으로 기록하고, 그가 거대한 운하를 파고 60년간 통치했다고 말한다. 또 다른 곳에서는 가나안의 아들인 또 다른 님로드 왕이 점성술을 도입하고 아브라함을 죽이려 했다고 언급한다.
아르메니아 전설에 따르면 아르메니아 민족의 조상인 하이크는 반 호수 근처 전투에서 님로드(벨과 동일시되기도 함)를 물리쳤다.
헝가리인들의 마법에 걸린 사슴(더 흔히 백록 또는 은록으로 알려짐) 전설에 따르면, 노아의 후손인 님로드 왕(멘로트)은 종종 "거인 님로드" 또는 "님로드 거인"으로 묘사되며 헝가리인의 조상으로 불리는 첫 번째 인물이다. 그와 그의 모든 민족은 또한 바벨탑 건설을 책임진 거인인데, 이 건설은 대홍수 이후 201년 만에 그에 의해 시작되었다고 전해진다. 이 야심 찬 시도가 비극적으로 실패하고 바벨탑의 언어 혼란 속에 님로드 거인은 에빌랏 땅으로 이주하여, 그의 아내 에네흐가 쌍둥이 형제 후노르와 마자르(일명 마고르)를 낳았다. 아버지와 아들들 모두 뛰어난 사냥꾼이었지만, 특히 님로드는 원형적인, 완벽한, 전설적인 사냥꾼이자 궁수이다. 헝가리 전설은 님로드 왕의 쌍둥이 아들 후노르와 마고르가 각각 훈족과 마자르족(헝가리인)의 조상이며, 사냥 중에 은록을 놓친 후 알란인의 둘 왕의 두 딸을 납치하여 자녀를 낳았다고 전한다. 훈족과 마자르족의 역사적으로 증명된 반궁과 화살 사용 능력은 님로드에게서 비롯되었다.(시몬 케자이, 라슬로 4세 왕의 개인 "궁정 사제", 1282-1285년 『게스타 헝가로룸』). 이 전통은 20개 이상의 다른 중세 헝가리 연대기와 독일 연대기에서도 발견된다(안탈 엔드레이 박사의 1979년 발표 논문에 따름). 16세기 헝가리 고위 성직자 니콜라우스 올라후스는 아틸라가 위대한 님로드의 후손이라는 칭호를 스스로 취했다고 주장했다.
핀란드 칼레발라에 등장하는 사냥의 신 또는 영인 뉘리키는 레밍캐이넨의 조력자로, 일부 연구자와 언어학자들에 의해 님로드와 연관된다.
골란고원에 위치한 님로드 요새(아랍어로 칼라트 남루드)는 실제로 살라딘의 어린 아들 알 아지즈 우트만이 십자군 시대에 지었지만, 이 지역의 후대 거주민들에 의해 시대착오적으로 님로드에게 귀속되었다.
몰몬경에는 님로드에 대한 매우 간략한 언급이 있다: "(그리고 그 골짜기의 이름은 님로드였다. 강한 사냥꾼의 이름을 따서 불렸기 때문이다)."

### 님로드 대 아브라함
유대교와 이슬람 전통에서는 님로드와 아브라함 사이에 대결이 있었다고 전해진다. 일부 이야기들은 그들을 선과 악의 대결, 또는 일신교와 다신교의 상징으로 여겨지는 대격변적 충돌로 묘사한다. 일부 유대교 전통은 단순히 두 사람이 만나 대화를 나누었다고만 말한다. K. 반 데르 토르와 P. W. 반 데르 호르스트에 따르면, 이 전통은 위(僞)필론의 저술에서 처음으로 입증되었다. 이 이야기는 탈무드와 중세 랍비 문헌에서도 발견된다.
플라비우스 요세푸스와 같은 일부 버전에서는 님로드가 하느님의 뜻에 반하는 의지를 가진 사람으로 나온다. 다른 버전에서는 그가 자신을 신으로 선포하고 백성들이 그를 숭배하며, 때로는 그의 배우자 세미라미스도 여신으로 함께 숭배된다.
별들의 조짐은 님로드와 그의 점성술사들에게 우상숭배를 종식시킬 아브라함의 임박한 탄생을 알린다. 이에 님로드는 모든 갓난 아기들을 죽이라고 명령한다. 그러나 아브라함의 어머니는 들판으로 도망쳐 비밀리에 아기를 낳는다. 어린 나이에 아브라함은 하느님을 인식하고 그를 숭배하기 시작한다. 그는 님로드를 대면하여 우상숭배를 멈추라고 말하고, 이에 님로드는 그를 화형에 처하라고 명령한다. 일부 버전에서는 님로드가 4년 동안 백성들에게 나무를 모으게 하여 세상에서 가장 큰 장작더미에서 아브라함을 불태우려 한다. 그러나 불이 붙자 아브라함은 아무 상처 없이 걸어 나온다.
일부 버전에서 님로드는 아브라함에게 전투를 도전한다. 님로드가 거대한 군대를 이끌고 나타나자, 아브라함은 각다귀 군대를 만들어 님로드의 군대를 파괴한다. 어떤 기록에서는 각다귀나 모기가 님로드의 뇌에 들어가 그를 미치게 만든다(이것은 유대 전통에서 예루살렘 성전을 파괴한 로마 황제 티투스에게도 할당된 신의 응징이다).
일부 버전에서 님로드는 회개하고 하느님을 받아들여 많은 희생 제물을 바치지만 하느님은 이를 거부한다(카인의 경우처럼). 다른 버전에서는 님로드가 화해의 선물로 거인 노예 엘리에셀을 아브라함에게 주는데, 일부 기록에서는 그를 님로드 자신의 아들이라고 묘사한다(성경에도 엘리에셀이 아브라함의 집사라고 언급되지만, 그와 님로드 사이의 연관성은 언급되지 않는다; 창세기 15:2).
또 다른 버전에서는 님로드가 하느님에 대한 반역을 계속하거나 재개한다. 실제로 아브라함이 메소포타미아를 떠나 가나안에 정착한 중요한 행위는 때때로 님로드의 복수를 피하기 위한 도피로 해석되기도 한다. 정경으로 간주되는 기록들은 바벨탑 건설을 아브라함의 탄생보다 여러 세대 앞선 시기(성경이나 희년서와 같이)로 설정하지만, 다른 기록에서는 님로드가 아브라함과의 대결에서 실패한 후의 후기 반역으로 본다. 또 다른 버전에서는 님로드가 탑 건설 실패 후 포기하지 않고 새들이 끄는 전차를 타고 직접 천국을 폭풍으로 공격하려 한다.
이 이야기는 모세의 탄생 이야기(산파들에게 아기를 죽이라고 명령하는 잔인한 왕)와 불 속에서 무사히 나온 사드락, 메삭, 아벳느고의 이야기에서 요소를 차용하여 아브라함에게 부여한다. 따라서 님로드는 두 명의 전형적인 잔인하고 박해하는 왕인 네부카드네자르 2세와 파라오의 속성을 갖게 된다. 일부 유대 전통에서는 그를 키루스 2세와 동일시하기도 하는데, 헤로도토스에 따르면 키루스의 탄생은 조짐을 동반하여 그의 할아버지가 그를 죽이려 했다고 한다.
꾸란에는 이름이 명시되지 않은 왕과 이브라힘 (아랍어로 "아브라함") 사이의 대결이 나온다. 일부 무슬림 주석가들은 그 왕을 님로드로 본다. 꾸란의 서술에서 이브라힘은 왕과 논쟁을 벌이는데, 전자는 하느님이 생명을 주시고 죽음을 가져오시는 분이라고 주장하고, 이름 없는 왕은 자신이 생명을 주시고 죽음을 가져온다고 대답한다. 이브라힘은 하느님이 태양을 동쪽에서 뜨게 하시니 왕에게 서쪽에서 뜨게 해보라고 말하며 그를 반박한다. 왕은 당황하고 분노한다. 이 수라에 대한 주석들은 이 서술에 대한 다양한 설명을 제공하는데, 14세기 학자 이븐 카티르의 설명 중 하나는 님로드가 이전에 사형 선고를 받은 두 남자를 데려와 한 명은 죽이고 다른 한 명은 풀어줌으로써 생사여탈권을 보여주었다고 덧붙인다.
님로드의 이름은 꾸란에 명시적으로 언급되어 있지 않지만, 이슬람 학자들은 언급된 "왕"이 그라고 여긴다. 님로드에 관한 다른 전통적인 이야기들도 존재하여, 그가 무슬림 문화권에서 폭군으로 언급되게 했다.
무자히드 이븐 자브르에 따르면, "네 사람이 지구 동서남북을 지배했는데, 두 명은 신자였고 두 명은 불신자였다. 두 신자는 솔로몬 (이슬람 경전에서는 술라이만)과 줄카르나인이었고, 두 불신자는 네부카드네자르 2세와 님로드였다. 그들 외에는 아무도 지구를 지배하지 못했다."

### 미드라시 라바 버전
아브라함과 님로드의 대결에 대한 다음 버전은 유대 경전 주석의 주요 편집본인 미드라시 라바에 나온다. 이 부분이 포함된 창세기 라바 (38장 13절)는 6세기경으로 추정된다.
| נטלו ומסרו לנמרוד. אמר לו: עבוד לאש. אמר לו אברהם: ואעבוד למים, שמכבים את האש? אמר לו נמרוד: עבוד למים! אמר לו: אם כך, אעבוד לענן, שנושא את המים? אמר לו: עבוד לענן! אמר לו: אם כך, אעבוד לרוח, שמפזרת עננים? אמר לו: עבוד לרוח! אמר לו: ונעבוד לבן אדם, שסובל הרוחות? אמר לו: מילים אתה מכביר, אני איני משתחוה אלא לאוּר - הרי אני משליכך בתוכו, ויבא אלוה שאתה משתחוה לו ויצילך הימנו! היה שם הרן עומד. אמר: מה נפשך, אם ינצח אברהם - אומַר 'משל אברהם אני', ואם ינצח נמרוד - אומַר 'משל נמרוד אני'. כיון שירד אברהם לכבשן האש וניצול, אמרו לו: משל מי אתה? אמר להם: משל אברהם אני! נטלוהו והשליכוהו לאור, ונחמרו בני מעיו ויצא ומת על פני תרח אביו. וכך נאמר: וימת הרן על פני תרח אביו. (בראשית רבה ל"ח, יג) | (...) 그[아브라함]는 님로드에게 넘겨졌다. [님로드가] 그에게 말하길: 불을 숭배하라! 아브라함이 그에게 말하길: 그럼 불을 끄는 물을 숭배해야 합니까? 님로드가 그에게 말하길: 물을 숭배하라! [아브라함이] 그에게 말하길: 그렇다면, 물을 나르는 구름을 숭배해야 합니까? [님로드가] 그에게 말하길: 구름을 숭배하라! [아브라함이] 그에게 말하길: 그렇다면, 구름을 흩뜨리는 바람을 숭배해야 합니까? [님로드가] 그에게 말하길: 바람을 숭배하라! [아브라함이] 그에게 말하길: 그럼 바람을 이겨내는 인간을 숭배해야 합니까? [님로드가] 그에게 말하길: 말만 많군, 나는 불 외에는 아무것도 숭배하지 않는다—내가 너를 그 속에 던지리니, 네가 숭배하는 신이 와서 너를 거기서 구원하게 하라! 하란[아브라함의 형제]이 그곳에 서 있었다. 그가 [속으로] 말하길: 어떻게 해야 할까? 만약 아브라함이 이기면 "나는 아브라함의 [추종자]다"라고 말하고, 님로드가 이기면 "나는 님로드의 [추종자]다"라고 말하겠다. 아브라함이 화덕에 들어가 살아남자, 하란에게 물었다: "누구의 [추종자]인가?" 그가 대답하길: "나는 아브라함의 [추종자]다!" [그러자] 그들은 그를 데려가 화덕에 던졌고, 그의 배가 터져서 그의 아버지 데라 앞에서 죽었다. [성경, 창세기 11:28에는 하란이 데라보다 먼저 죽었다고 언급되어 있지만, 자세한 내용은 나와 있지 않다.]\|— |

## 역사적 해석
역사가, 동양학자, 아시리아학자, 신화학자들은 오랫동안 성경 속 님로드와 메소포타미아 또는 그 주변 지역의 실제 역사적 인물 사이의 연관성을 찾으려 노력해왔다. 주목할 만한 점은, 님로드 또는 유사한 이름을 가진 왕이 훨씬 오래되고 더 많은 양의 성경 이전, 성경 외적 또는 역사적인 수메르, 아카드 제국, 아시리아, 바빌론 왕 목록 어디에도 나타나지 않으며, 청동기 시대, 철기 시대, 또는 기독교 이전 고전 시대의 메소포타미아 자체나 그 이웃 국가의 어떤 다른 문헌에서도 님로드라는 이름이 어떤 맥락에서도 등장하지 않는다는 것이다.
도시 아카드가 기원전 2200-2154년(장기 연대기)에 제국이 멸망하면서 파괴되고 사라졌기 때문에, 훨씬 후대의 성경 속 님로드 이야기는 청동기 시대 후반에서 영감을 받은 것으로 보인다. 우루크(수메르-아카드 우루크)와의 연관성은 기원전 2000년경 이신, 우르, 라르사, 엘람 사이의 싸움으로 인해 중요성을 잃은 도시였는데, 이는 님로드에 대한 후대 이야기에 영향을 미쳤을 수 있다. 여러 메소포타미아 유적지들은 기원 8세기에 침략한 무슬림 아랍인들에 의해 님로드의 이름이 붙여졌다. 여기에는 성경에서 님로드가 건설했다고 주장하는 아시리아인 도시 칼후(성경의 갈네)의 유적지가 포함되는데, 실제로는 신아시리아 제국의 왕 샬마네세르 1세(기원전 1274-1244년)가 건설했다.
그를 역사적 인물과 연결하려는 여러 시도가 있었으나 성공하지 못했다.
기독교의 카이사레아의 에우세비우스 주교는 이미 4세기 초에 바빌로니아 역사가 베로수스가 기원전 3세기에 홍수 후 첫 왕이 칼데아의 에우에코이오스였다고 언급한 것을 인용하며(실제로는 칼데아가 기원전 9세기 후반에야 역사적으로 건립된 메소포타미아 남동부의 작은 국가였음), 그를 님로드와 동일시했다. 게오르기오스 싱켈로스(약 800년) 또한 베로수스의 기록에 접근했으며, 그는 에우에코이오스를 성경의 님로드와 동일시했다. 그러나 님로드와 마찬가지로 에우에코이오스라는 이름의 왕은 메소포타미아 기록 어디에도 나타나지 않는다.
최근 수메르학자들은 이 에우에코이오스와, 클라우디우스 아일리아누스(약 200년경)의 가장 오래된 사본에 등장하는 길가메시의 할아버지이자 바빌론의 왕인 에우에코로스를 쐐기 문자 자료에서 알려진 우루크의 설립자 엔메르카르의 이름과 추가로 연결할 것을 제안했다.
1920년 J. D. 프린스는 마라드의 군주(Ni)와 님로드 사이의 연관성 가능성을 제시했다. 그는 크라엘링 박사가 현재 님로드를 역사적으로 포벨의 『역사적 텍스트』(1914)에 언급된 신화 속 수메르 왕인 루갈반다와 연결하는 경향이 있으며, 그의 본거지는 마라드 시였다고 언급했다.
로널드 헨델에 따르면 님로드라는 이름은 아마도 훨씬 후대의 삽입으로, 메소포타미아 종교에서 중요한 신이며 칼후와 바빌론과 같은 아시리아 도시들에 숭배 중심지가 있었고 여러 아시리아 왕의 수호신이었던 셈족 아시리아 신 닌우르타의 이름에서 파생되었을 것이며, '구스'는 메소포타미아 도시인 키시의 오역일 가능성이 높다고 본다. 창세기에 묘사된 님로드의 제국적 모험은 아시리아 왕 투쿨티닌우르타 1세의 정복에 기반을 두었을 수 있다.
줄리언 제인스 또한 투쿨티닌우르타 1세 (중아시리아 제국의 강력한 왕)를 님로드의 영감으로 지목한다.
알렉산더 히슬롭은 그의 저서 《두 개의 바빌론》(1853)에서 님로드를 니누스(메소포타미아 왕 목록에 전혀 언급되지 않는 신화적 인물)와 동일시했는데, 그리스 신화에 따르면 그는 메소포타미아의 왕이자 세미라미스 여왕의 남편이었다. 또한 지중해 전역의 수많은 신들과 페르시아인들의 자라투스트라와도 동일시했다. 니누스와의 동일시는 클레멘타인 인식에서, 자라투스트라와의 동일시는 클레멘타인 호밀레스에서 비롯되었으며, 두 작품 모두 클레멘스 교령집의 일부이다. 히슬롭은 세미라미스와 님로드가 다신교와 함께 여신 숭배를 발명했으며, 그들의 근친상간적 남성 제물이 탐무즈였다고 주장했다. 그는 또한 로마 가톨릭교회가 수천 년 된 비밀 음모이며, 고대 바빌론의 이교도 종교를 전파하기 위해 세미라미스와 님로드에 의해 설립되었다고 주장했다. 그라베와 다른 이들은 이 책의 주장이 텍스트에 대한 잘못된 이해에 기반을 두고 있다며 이를 거부했지만, 복음주의 개신교의 일부 그룹에서는 그 변형된 주장을 받아들이기도 한다.
실제로 기원전 9세기에 역사적인 아시리아 여왕 샴무라마트가 있었는데, 신아시리아 제국의 왕 샴시-아다드 5세의 아내로, 아시리아학자들은 그녀를 후대의 그리스-페르시아 세미라미스 전설의 영감으로 보고 있다.
데이비드 롤의 이론에 따르면, 수메르의 우루크를 세운 엔메르카르가 님로드의 원래 영감이었다. 이는 엔메르카르와 아라타의 군주 이야기가 님로드와 바벨탑 전설과 몇 가지 유사점을 가지고 있기 때문이며, 엔메르카르의 "-KAR"이 "사냥꾼"을 의미하기 때문이다. 또한 엔메르카르는 우루크와 에리두에 지구라트를 세웠다고 전해지는데, 롤은 에리두가 원래의 바벨 자리였을 것이라고 가정한다.
다른 사람들은 님로드를 메소포타미아의 가상의 왕인 암라펠과 혼동하려 시도했지만, 그 또한 메소포타미아 기록에서는 역사적으로 입증되지 않은 인물이다.
조지 롤린슨은 바빌론과 아시리아 비문에 벨-니브루라는 이름이 새겨져 있다는 사실을 근거로 님로드가 벨루스라고 믿었다. 아카드, 아시리아, 바빌로니아의 동셈어 아카드어로 니브루(Nibru)라는 단어는 '추격하다' 또는 '도망치게 하다'를 의미하는 어근에서 유래했으며, 롤린슨이 지적했듯이 이는 님로드의 이름과 매우 유사할 뿐만 아니라 창세기 10장 9절의 님로드를 위대한 사냥꾼으로 묘사한 내용과 완벽하게 일치한다. 벨루스-님로드 등식 또는 연결은 코레네의 모세와 『꿀벌의 책』과 같은 많은 고대 작품에서도 발견된다. 수메르어에서 니푸르는 원래 니푸르 도시의 이름이었다.
조지프 포플리카는 1929년에 우루크의 님로드에 대한 첫 왕조의 식별에 대해 썼다.
최근에 이갈 레빈(2002)은 허구적인 님로드가 사르곤과 그의 손자 나람신에 대한 회상이었으며, "님로드"라는 이름이 후자에서 파생되었다고 주장한다. 그는 다음과 같이 주장한다.
성경의 님로드는 어떤 한 역사적 인물의 완전한 상대는 아니다. 오히려 그는 홍수 이후 통치한 최초의 강력한 왕인 사르곤 왕조의 후대 복합적인 히브리어 등가물이다. 나중에 메소포타미아 전통에서 전설이 수정되어 영웅의 이름, 영토, 일부 행적, 그리고 가장 중요한 그의 칭호인 "키시의 왕"과 같은 세부 사항이 추가되었는데, 이는 다시 구스가 키시의 오역임을 증명한다. 훨씬 후대의 창세기 편집자들은 원본 이야기의 많은 부분을 삭제하고 메소포타미아의 키시를 "함족의" 구스로 잘못 식별하고 오역했는데, (현대 북부 수단의) 구스와 메소포타미아 사이에는 고대 지리적, 민족적, 언어적, 문화적, 유전적 또는 역사적 연관성이 전혀 없었다.

## 대중문화에서

### 숙어
현대 북미 영어에서 "님로드"라는 용어는 종종 우둔하거나 어리석은 사람을 의미하는 데 사용된다. 이러한 용법은 루니 툰 만화 캐릭터인 벅스 버니가 사냥꾼 엘머 퍼드를 비꼬며 "님로드"라고 부르면서 대중화되었다고 한다. 이는 "강력한 사냥꾼"과 "가엾은 작은 님로드", 즉 퍼드 사이의 차이를 강조하기 위함이었다. 그러나 사실 대피 덕이 1948년 단편 "What Makes Daffy Duck"에서 퍼드를 "내 작은 님로드"라고 부른다. 비록 벅스 버니가 1951년 단편 "Rabbit Every Monday"에서 요세미티 샘을 "작은 님로드"라고 부르기도 한다. 두 에피소드 모두 멜 블랭크가 목소리를 맡았고 에드워드 셀저가 제작했다.

### 문학
- 단테 알리기에리의 신곡(1308~1321년작)에서 님로드는 (중세 시대에 흔했던) 거인으로 묘사된다. 거인 에피알테스, 안타이오스, 브리아레우스, 티티오스, 티폰과 함께 그는 지옥의 배신자 원 바깥 경계에 사슬에 묶여 서 있다. 그의 유일한 대사는 "라파엘 마이 아메케 자비 알미"인데, 이 알아들을 수 없는 말은 바벨탑 이후 언어의 혼란을 야기한 그의 죄책감을 강조한다.[52]

## 같이 보기
- 님 (프로그래밍 언어)는 님로드의 이름을 따서 지어졌으며, 나중에 님으로 줄여졌다.
- 호커 시들리 님로드
- 님로드 작전
- Nimrod (음반) – 1997년 음악 – 그린 데이 음반
- 님로드 – 마블 코믹스의 엑스맨 시리즈에 등장하는 악당 캐릭터.

### 내용주
1. ↑  /ˈnɪmrɒd/[1]
2. ↑  히브리어: נִמְרוֹד‎, 현대 히브리어: Nīmrōd, 티베리아 히브리어: Nīmrōḏ; 고대 시리아어: ܢܡܪܘܕ; 아랍어: نُمْرُود Numrūd[*]

### 인용
1. ↑  British English pronunciation given at 〈Nimrod〉. 《옥스퍼드 영어사전》 온라인판. 옥스퍼드 대학교 출판부. (구독 또는 참여 기관 회원가입 필요)
2. ↑  “BibleGateway”.
3. ↑  Levin, Yigal (2002). 《Nimrod the Mighty, King of Kish, King of Sumer and Akkad》. 《Vetus Testamentum》 (영어) 52. 350–366쪽. doi:10.1163/156853302760197494. ISSN 0042-4935.
4. ↑  Jones, Christopher W. (2022). 《The Literary-Historical Memory of Sargon of Akkad in Assyria as the Background for Nimrod in Genesis 10:8–12》. 《Journal of Biblical Literature》 141. 595–615쪽. doi:10.15699/jbl.1414.2022.1. ISSN 0021-9231. S2CID 255905070.
5. ↑  Harris, Stephen L. (1985). 《Understanding the Bible》. Palo Alto: Mayfield.
6. 1 2  Harris, Stephen L. (1985). 《Understanding the Bible》. Palo Alto: Mayfield.
7. ↑  Raleigh, Walter (1820) [1614]. 《History of the World, Vol. II》. Edinburgh: A. Constable. 125–132쪽.
8. ↑  Menner, Robert J. (1938). “Nimrod and the Wolf in the Old English 'Solomon and Saturn'”. 《Journal of English and Germanic Philology》. 37권 3호. 332–84쪽. JSTOR 27704407.
9. ↑  Depending on how the text is read, "Calneh" may be the fourth city name in this enumeration, or it may be part of an expression meaning "all of them in Shinar". (Van der Toorn & Van der Horst 1990, 1쪽).
10. ↑  Josephus, Flavius. “Antiquities of the Jews — Book I”. 《Penelope | James Eason》. University of Chicago. 2024년 7월 7일에 확인함.
11. 1 2  Van der Toorn & Van der Horst (1990).
12. ↑  Jeff A. Benner, "Nimrod" Ancient Hebrew Research Center. https://www.ancient-hebrew.org/names/Nimrod.htm
13. ↑  Kugel, James (1998). 《Traditions of the Bible》. 230쪽.
14. ↑  “Tractate Gittin 56b”. 《www.sefaria.org.il》.
15. ↑  Rosner, Fred. Medicine in the Bible and Talmud. p.76. Pub. 1995, KTAV Publishing House, ISBN 0-88125-506-8. Extract viewable at ()
16. ↑  위키문헌:페이지:Legends of Old Testament Characters.djvu/178
17. ↑  “the Kitab al-Magall”. Sacred-texts.com. 2012년 4월 5일에 확인함.
18. ↑  See Louis Ginsberg Legends of the Jews Vol I, and the footnotes volume.
19. ↑  Simon of Kéza: The Deeds of the Hungarians (ch. 1.4–5), pp. 13–17.
20. ↑  Herbert, William (1838). “Attila, King of the Huns”. 《Google Books》. 49쪽. 2019년 9월 12일에 확인함.
21. ↑  Kalevala. Das finnische Epos des Elias Lönnroth. Mit einem Kommentar von Hans Fromm, Stuttgart: Reclam 1985. (Commentary of Hans Fromm to Elias Lönnroth's Kalevala)
22. ↑  Sharon, Moshe (1999). 《Corpus Inscriptionum Arabicarum Palaestinae: B v. 1 (Handbook of Oriental Studies)》 Hacover판. Brill Publishers. 59쪽. ISBN 90-04-11083-6.
23. ↑  “Ether 2”. 《www.churchofjesuschrist.org》.
24. ↑  Van der Toorn & Van der Horst (1990), 19쪽.
25. ↑  틀:Daat enc
26. ↑  “Surat Al-Baqarah [2:258] - The Noble Qur'an - القرآن الكريم”. 《legacy.quran.com》. 2015년 11월 16일에 확인함.
27. ↑  “QuranX.com The most complete Quran / Hadith / Tafsir collection available!”. 《quranx.com》.
28. ↑  “Stories of the Prophets | Alim.org”. 《www.alim.org》.
29. ↑  “Ibrahim and Namrud”. 《islamicstories.com》.
30. ↑  “Prophet Ibrahim and the Idol Worship”. 《www.al-islam.org》. 2013년 1월 22일.
31. ↑  Ibn Kathir, Qasas Ul Ambiya (Stories of the Prophets), Muassisa Al-nur Lil nashr wal I'laan, 1978, p. 183, Archive.org
32. ↑  Henkelman, Wouter F. M. 〈The Birth of Gilgamesh〉. 《Altertum und Mittelmeerraum: die antike Welt diesseits und jenseits der Levante》. 819쪽.
33. ↑  Prince, J.D. (1920). “A Possible Sumerian Original of the Name Nimrod”. 《Journal of the American Oriental Society》.
34. ↑  《Oxford Guide to the Bible》. Oxford University Press. 1993. 557쪽. ISBN 978-0-19-534095-2.
35. ↑  Dalley et al., 1998, p. 67.
36. ↑  Jaynes, Julian (2000). 《The Origin of Consciousness in the Breakdown of the Bicameral Mind》. Mariner Books. ISBN 9780547527543. 2013년 6월 16일에 확인함.
37. ↑  “Sammu-Ramat and Semiramis: The Inspiration and the Myth”. 《월드 히스토리 백과사전》. 2016년 4월 13일에 확인함.
38. ↑  “Homily IX”. Ccel.org. 2005년 6월 1일. 2012년 6월 29일에 원본 문서에서 보존된 문서. 2012년 4월 5일에 확인함.
39. ↑  Hislop, Alexander. “The Two Babylons”. Philologos.org. 2014년 3월 28일에 원본 문서에서 보존된 문서. 2013년 1월 4일에 확인함.
40. 1 2 3  Grabbe, Lester L. (1997).  Mein, Andrew; Camp, Claudia V., 편집. 《Can a 'History of Israel' Be Written?》. London, England: Continuum International Publishing Group. 27–28쪽. ISBN 978-0567043207.
41. 1 2  Mcllhenny, Albert M. (2011). 《This Is the Sun?: Zeitgeist and Religion (Volume I: Comparative Religion)》. Lulu.com. 60쪽. ISBN 978-1-105-33967-7.
42. ↑  “Enmerkar and the lord of Aratta: translation”. Etcsl.orinst.ox.ac.uk. 2009년 11월 12일에 확인함.
43. ↑  《The Seven Great Monarchies of the Ancient Eastern World》 1. 347–350쪽.
44. ↑  Mos. Choren. 1. 6; 9; Book of the Bee, 22
45. ↑  Poplicha, Joseph (1929). 《The Biblical Nimrod and the Kingdom of Eanna》. 《Journal of the American Oriental Society》 49. 303–317쪽. doi:10.2307/593008. JSTOR 593008.
46. ↑  Levin, Yigal (2002). “Nimrod the Mighty, King of Kish, King of Sumer and Akkad”. 《Vetus Testamentum》. 52권 3호. 350–356쪽. doi:10.1163/156853302760197494.
47. ↑  Steinmetz, Sol (2005). 《Dictionary of Jewish Usage: A Guide to the Use of Jewish Terms》. Rowman & Littlefield. 126쪽. ISBN 978-0-7425-4387-4. 2012년 4월 11일에 확인함.
48. ↑  Garner, Bryan A. (2009년 8월 27일). 《Garner's Modern American Usage》. Oxford University Press. 53쪽. ISBN 978-0-19-538275-4. 2012년 4월 11일에 확인함.
49. ↑  Bauer, S. Wise (2007). 《The History of the Ancient World: From the Earliest Accounts to the Fall of Rome》. Norton. 269–70쪽. ISBN 978-0-393-05974-8. 2012년 4월 11일에 확인함.
50. ↑  Arthur Davis (director) (1948년 2월 14일). 《What Makes Daffy Duck》 (Animated short) (영어).  5:34에 발생. Precisely what I was wondering, my little Nimrod.
51. ↑  Fritz Freleng (director) (1951년 2월 10일). 《Rabbit Every Monday》 (Animated short) (영어).  6:50에 발생. Nah, I couldn't do that to the little Nimrod.
52. ↑  Dante, Inferno, XXXI.67 and 76.

참고 문헌
- Dalley, Stephanie;  외. (1998). 《The Legacy of Mesopotamia》. Oxford: Oxford University Press.
- Haynes, Stephen R. (2002). 《Noah's Curse: The Biblical Justification of American Slavery》. New York: Oxford University Press.
- Van der Toorn, K.; Van der Horst, P. W. (January 1990). “Nimrod Before and After the Bible” (PDF). 《The Harvard Theological Review》. 83권 1호. 1–29쪽. 2015년 5월 25일에 원본 문서 (PDF)에서 보존된 문서.